# Populier
Populier (Populus), ook wel poppel of peppel, is een geslacht van loofbomen uit de wilgenfamilie (Salicaceae).

## Beschrijving
De snelgroeiende populieren kunnen tot 40 m hoog worden. De maximale leeftijd van de populier ligt op ongeveer tweehonderd jaar. Voor een goede groei hebben de bomen veel licht nodig.

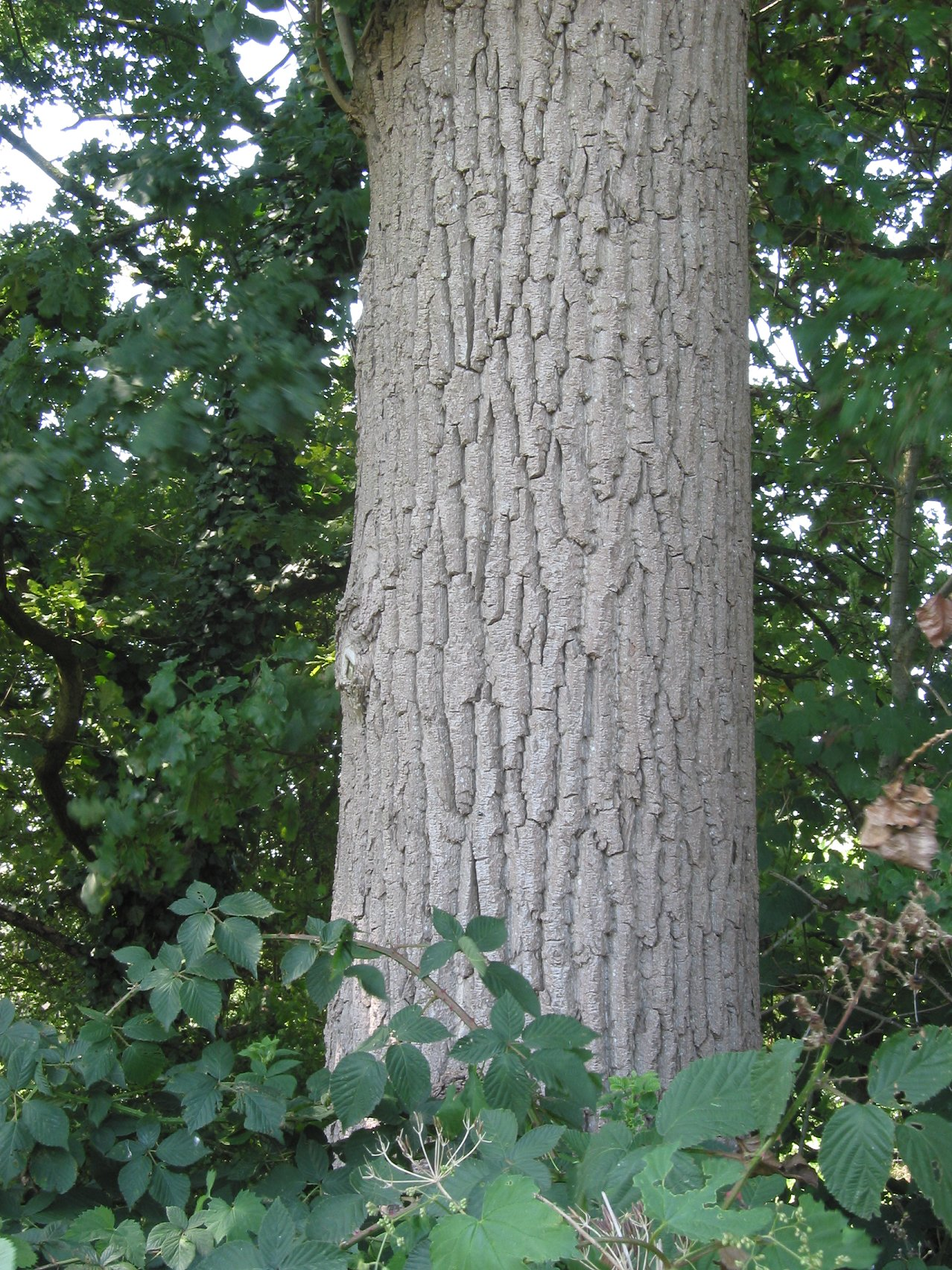
Stam van Canadese populier
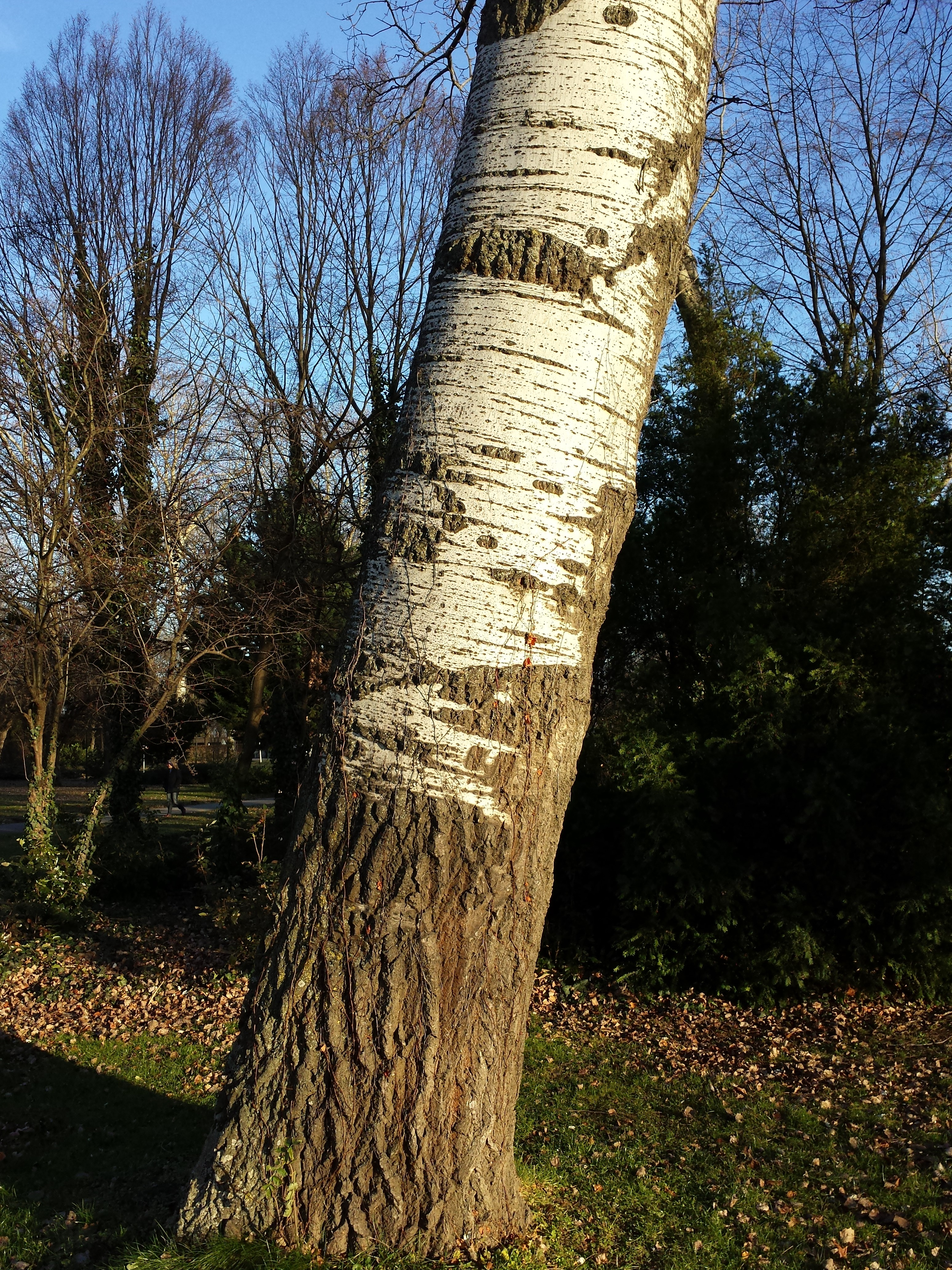
Stam van witte populier
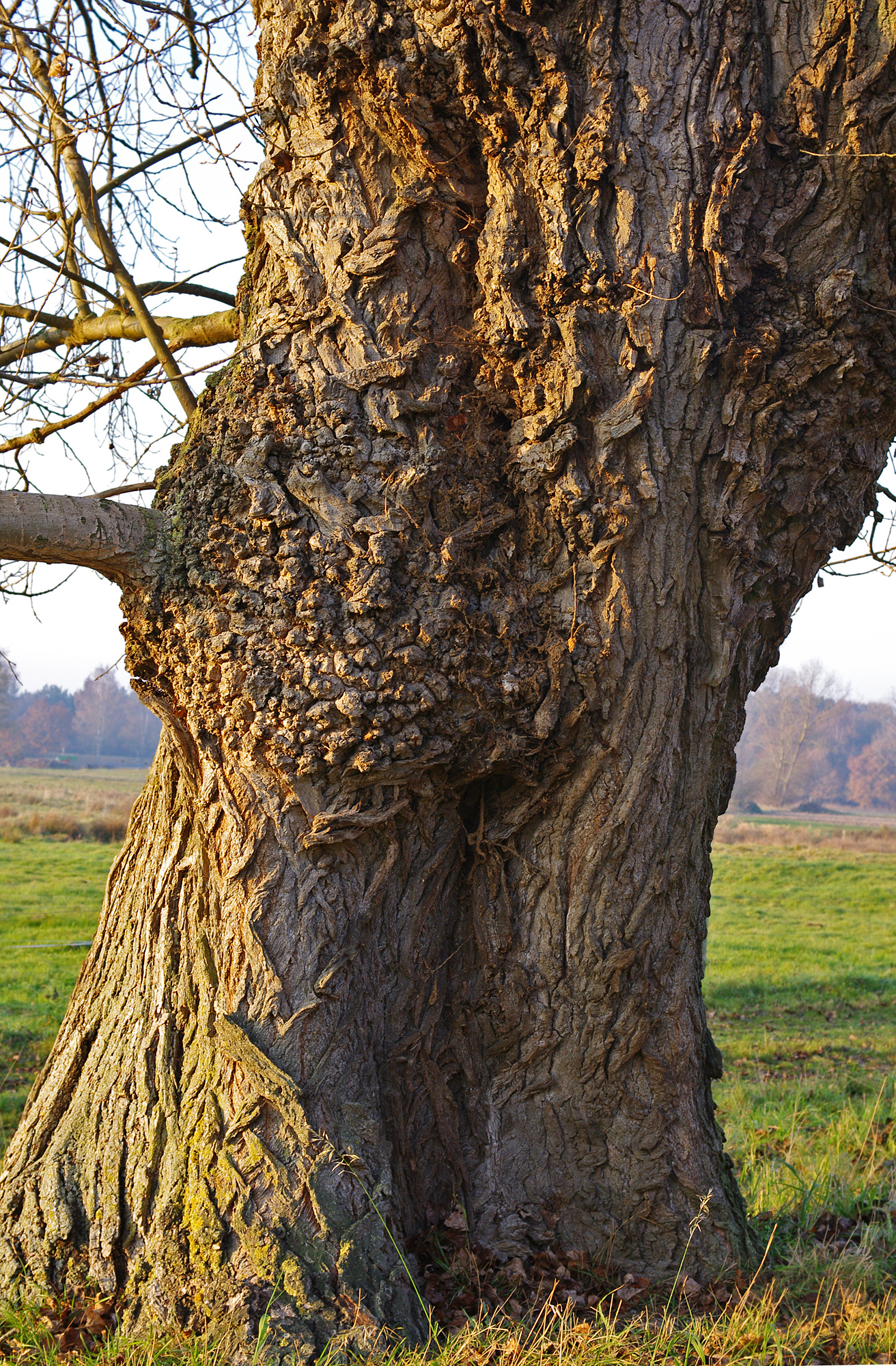
Stam van zwarte populier
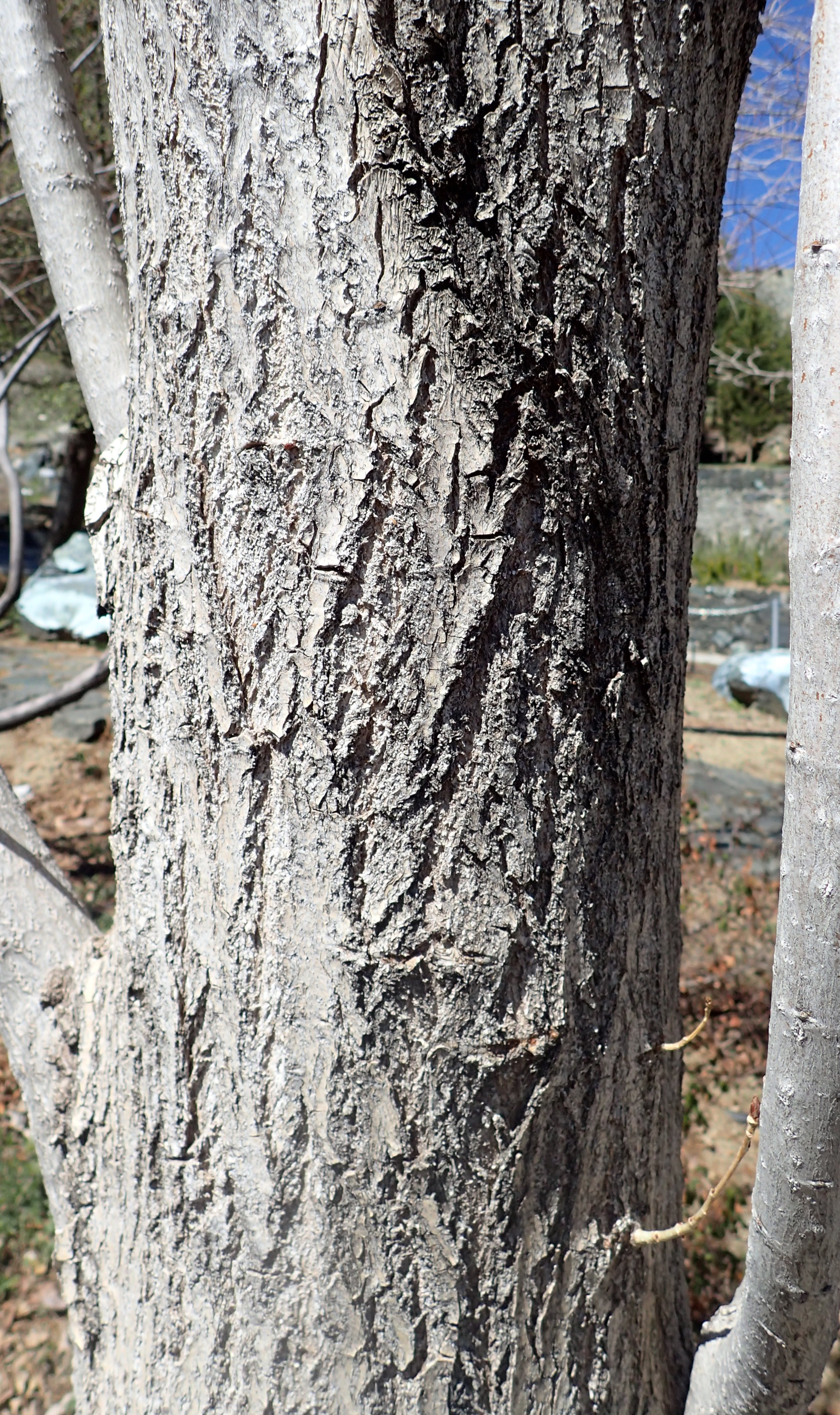
Stam van Afghaanse populier
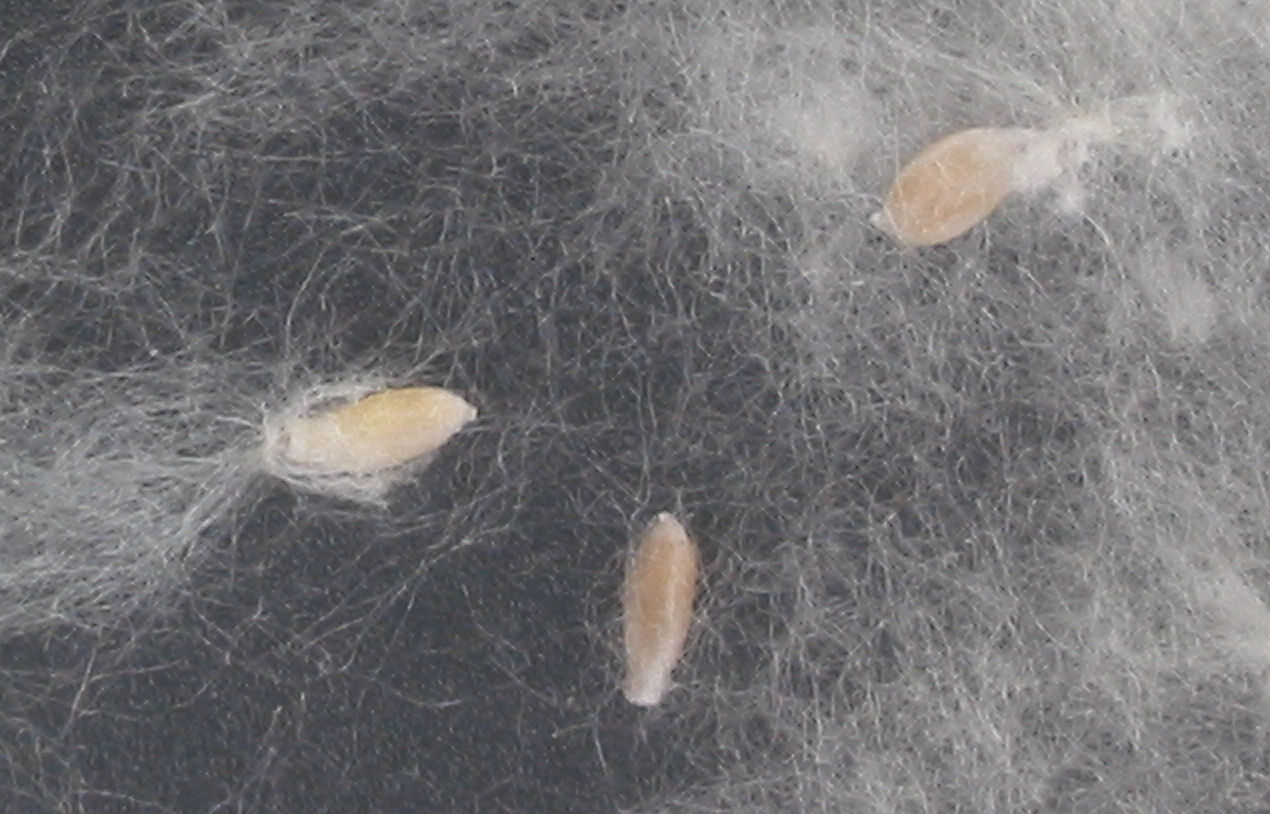
Zaden met zaadpluis

De bladeren zijn afwisselend geplaatst. Eindknoppen zijn groter dan de zijknoppen. In de herfst kleuren de bladeren goudgeel tot geel of grijzig bruin. Populieren uit de secties Populus en Aegiros hebben bladstengels die zijdelings afgeplat zijn, zodat ze gemakkelijk heen en weer wiegen in de wind. Evenals wilgen, hebben populieren een krachtige, oppervlakkige en verspreide wortelgroei. De wortels kunnen door zachte muren en gaatjes in muren groeien. Ook wegen en leidingen kunnen opgedrukt worden door de wortel van de populier.
Alle populieren behalve P. lasiocarpa zijn tweehuizig (er zijn aparte mannelijke en vrouwelijke planten). De bloem is een hangend katje dat voor het uitlopen van het blad verschijnt. Mannelijke bloemkatten hebben vele (vijf tot veertig) meeldraden bijeen, de kleur is vaak rood. Ze vallen spoedig af als ze hun werk hebben gedaan (stuifmeel afgeven). Dit geschiedt door windbestuiving.
De vrouwelijke katjes blijven na de bestuiving tot in mei en juni hangen. Dan springt de doosvrucht open en komt het 3 × 1 mm grote zaad vrij. Het is omgeven door donzig zaadpluis en voert ver op de wind mee. Lang niet alle pluis bevat een zaadje. Om te ontkiemen heeft het zaad een vochtige bodem nodig zoals rivieroevers. Populieren worden vruchtdragend na circa vijftien jaar.

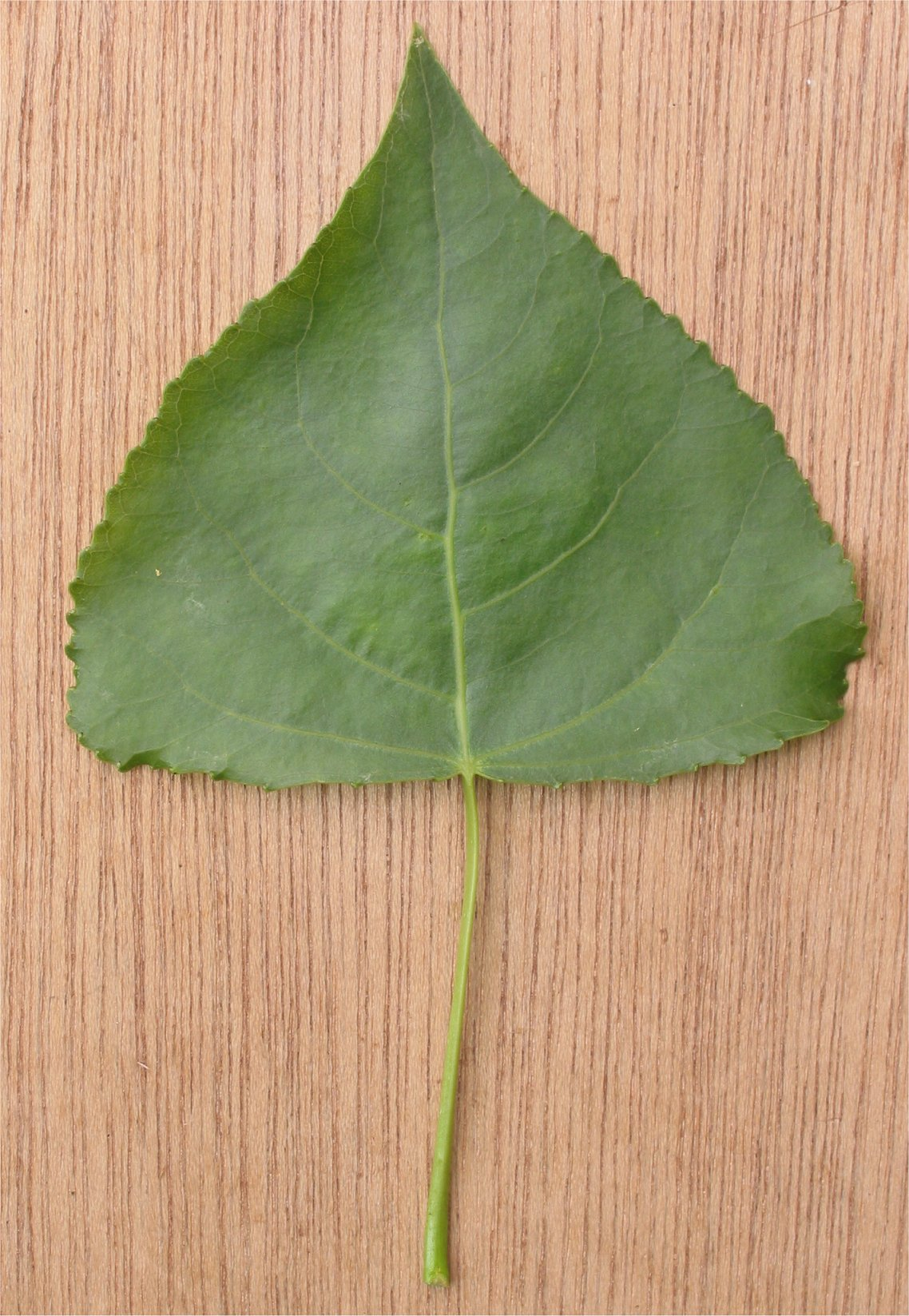
Blad van Italiaanse populier
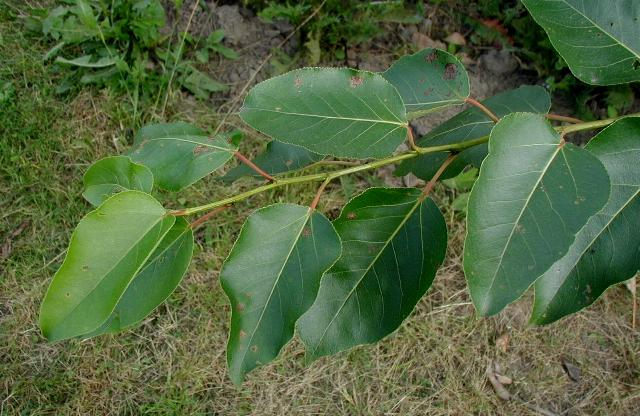
Blad van zwarte balsempopulier
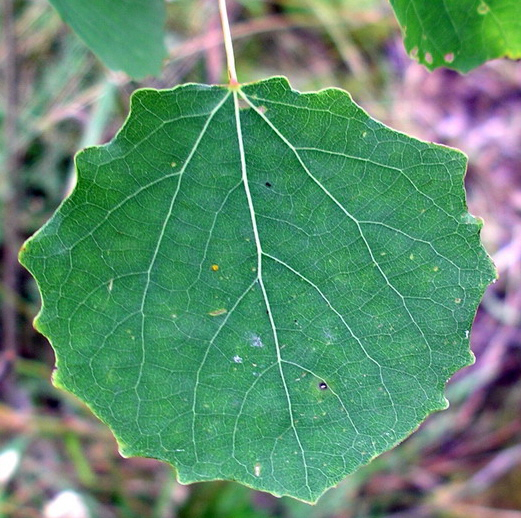
Blad van ratelpopulier
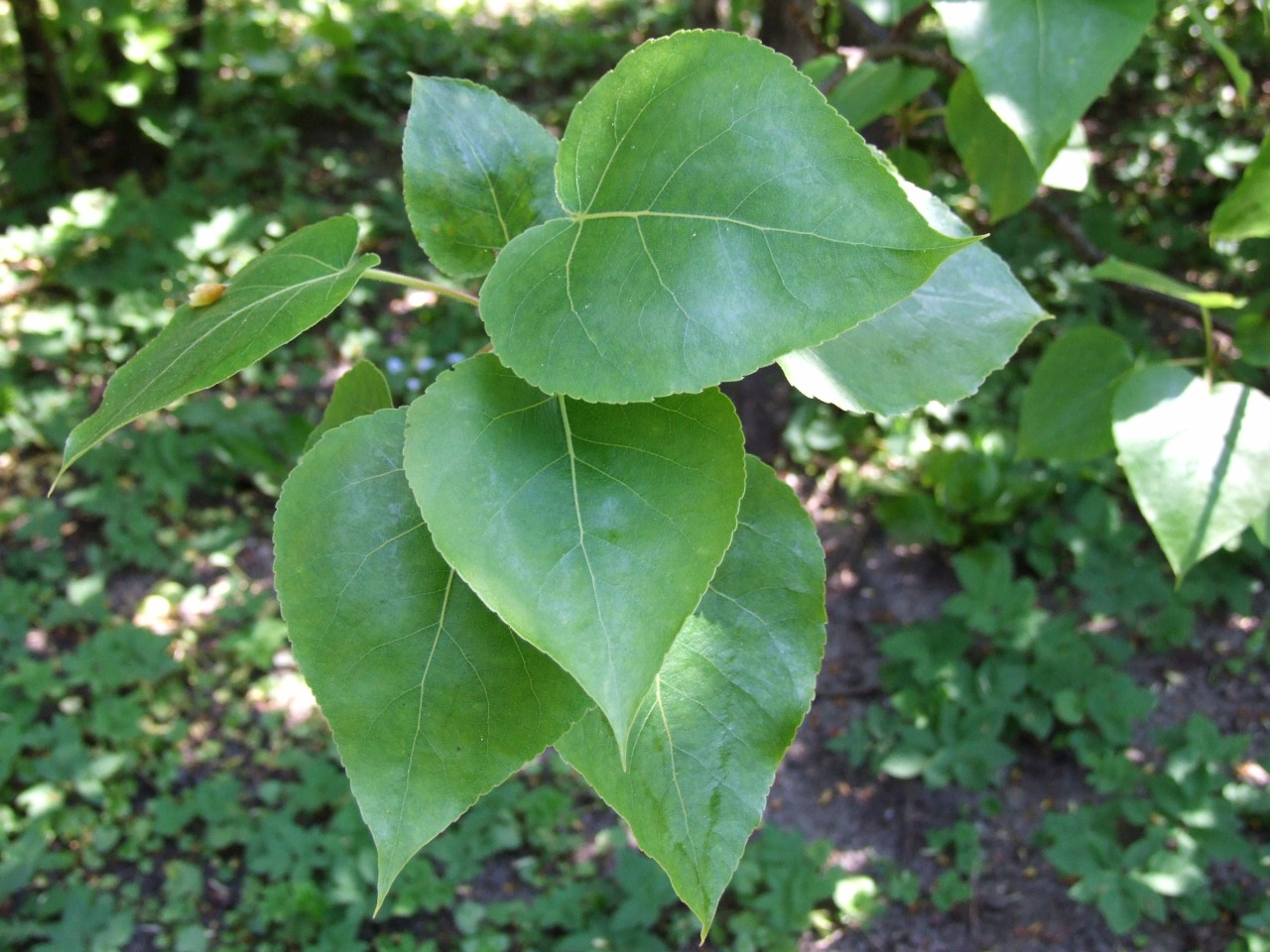
Blad van P. wilsonii

## Hout
Populierenhout is wit tot grijsachtig van kleur. Het wordt voor veel doeleinden gebruikt. In Nederland worden er klompen van gemaakt. In Spanje wordt het hout gebruikt voor het maken van sinaasappelkistjes. Verder wordt populierenhout gebruikt voor kratten, pallets, papier, triplex, kasten en lucifers. Leonardo da Vinci schilderde de Mona Lisa op een paneel van populierenhout. Om het lage gewicht (dichtheid) werd het in de middeleeuwen veel gebruikt om pijlen van te maken.

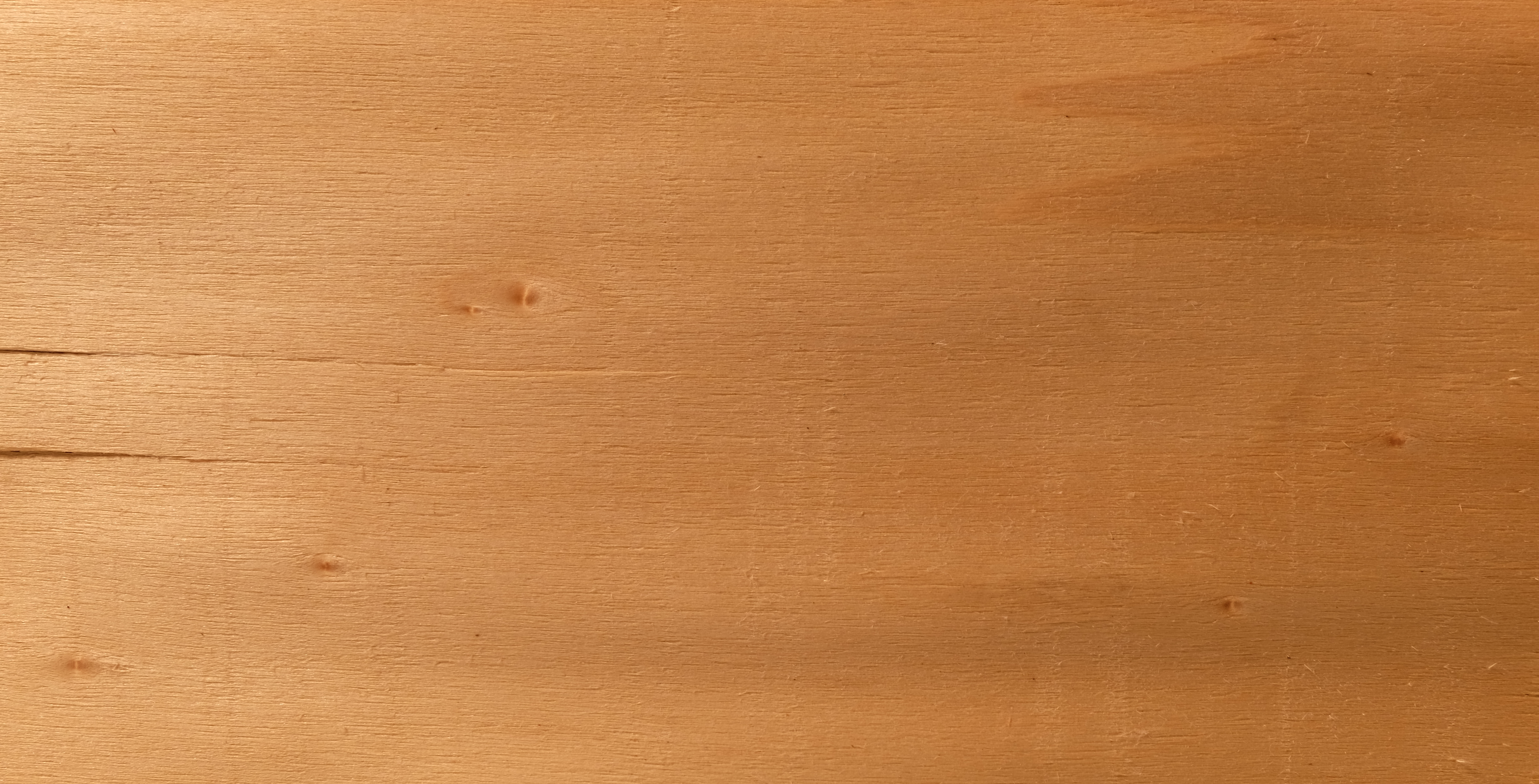
Populierenhout
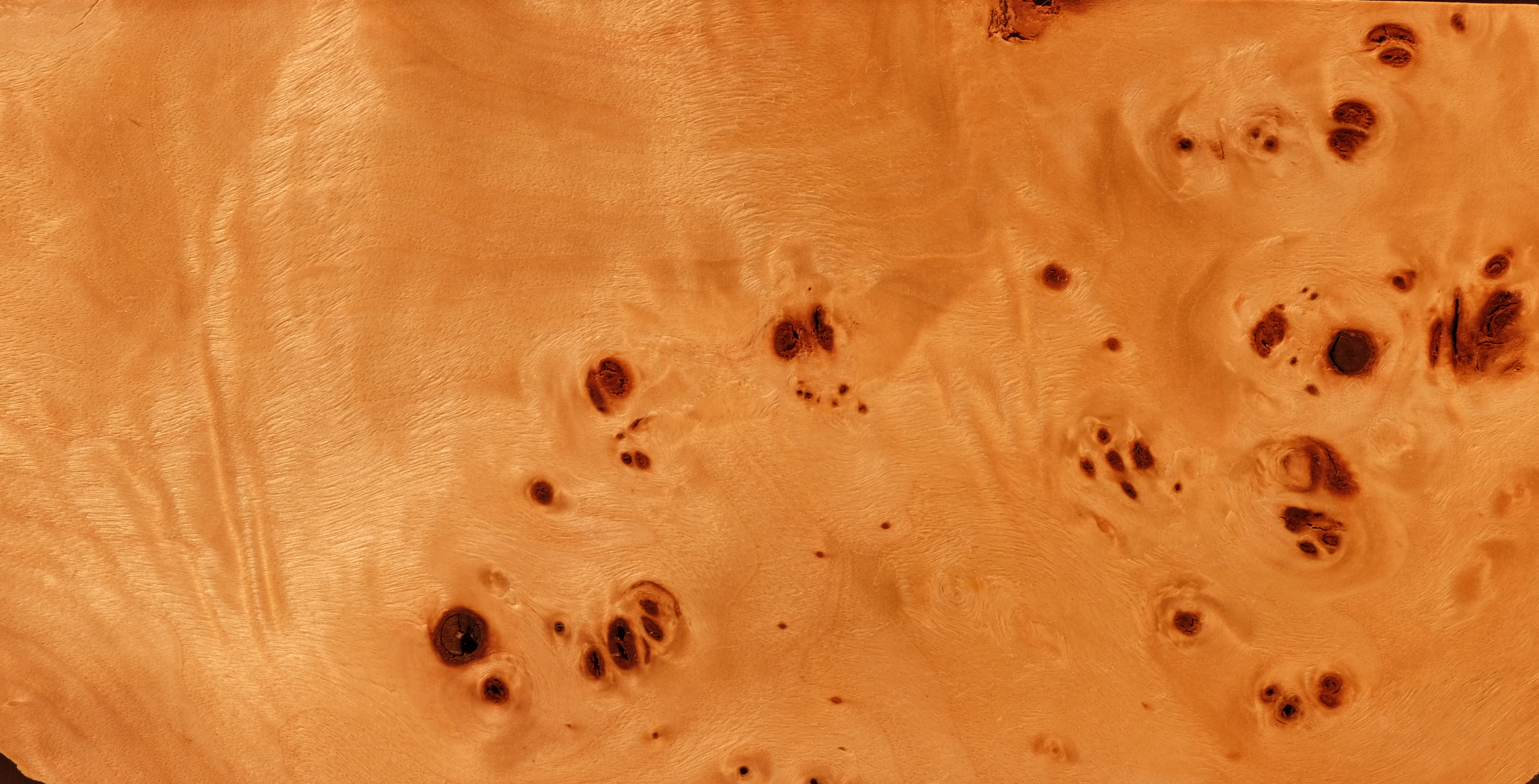
"Populierenwortelhout" (mappa)

## Ziekten en plagen

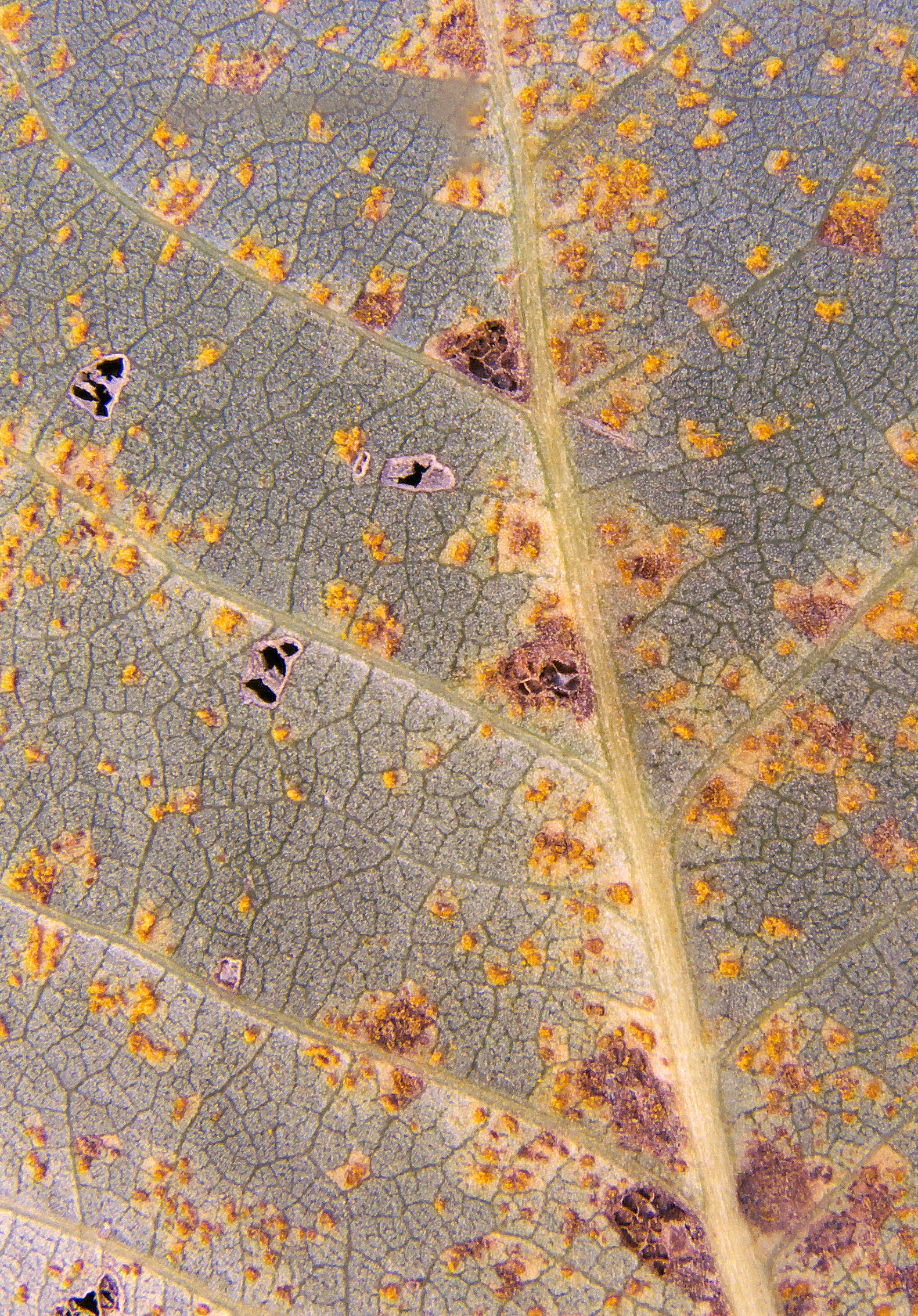
Populierenroest. Uredosporen op achterkant blad.

Populieren kunnen aangetast worden door een vrij groot aantal schimmels, bacteriën en insecten. Populieren vormen een belangrijke voedselbron voor rupsen.
De bekendste schimmels zijn populierenroest van het geslacht Melampsora, met name Melampsora larici-populina en schimmels van het geslacht Marssonina. Van Melampsora larici-populina komen vijf fysio's voor, E1, E2, E3, E4 en E5. Een andere bladziekte is bladvlekkenziekte (Marssonina brunnea), waarbij op de bladeren olijfgroene of bruinzwarte vlekken ontstaan.
Bacteriekanker (Xanthomonas populi) vormt bastkankers op de stam en takken, waarbij takken afsterven.
Van belang zijnde insecten zijn de wilgenhoutvlinder, de hoornaarvlinder, de grote en kleine populierenboktor en de populierenwespvlinder.

## Soorten, kruisingen en rassen
Het geslacht Populus omvat zo een 100 verschillende soorten. Traditioneel worden deze onderverdeeld in zes secties op basis van blad- en bloemkenmerken.
Deze indeling werd in 2004 nog eens bevestigd, evenals het vermoeden van netwerkevolutie en introgressie tussen de secties. Soorten gevormd door hybridisatie kunnen in verschillende secties geplaatst worden. 
Bastaardvorming is nog steeds veelvoorkomend in het geslacht, ook tussen de verschillende secties.
In de Benelux komen van nature alleen de ratelpopulier (P. tremula) en de zwarte populier (P. nigra) voor. De laatste echter zeer weinig. Wel zijn op grote schaal populieren aangeplant in allerlei gekweekte vormen, zie het artikel populierenteelt.

### Sectie Abelen en tril- of ratelpopulieren (PopulusofLeuce)

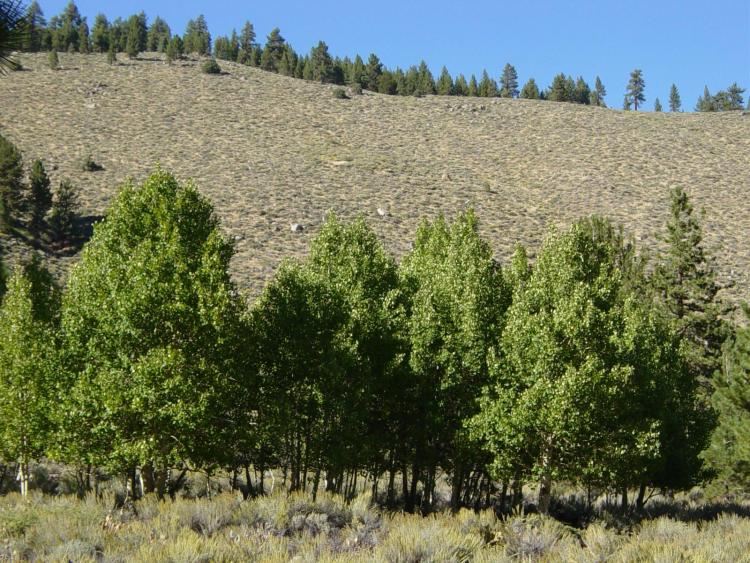
Ratelpopulier

Soorten uit deze sectie komen voor in circumpolaire, subarctische en koele gebieden. Zuidelijker komen zij slechts voor in (koele) bergstreken.
- Subsectie Albidae – abelen
  - P. alba – Witte abeel
- Subsectie Trepidae – tril of ratelpopulieren
  - P. adenopoda
  - P. davidiana
  - P. grandidentata – Grofgetande populier
  - P. ningshanica
  - P. qiongdaoensis
  - P. rotundifolia
  - P. sieboldii
  - P. tremula – Ratelpopulier
  - P. tremuloides – Amerikaanse ratelpopulier
  - P. wulianensis

### Sectie Zwarte populieren (Aigeiros)

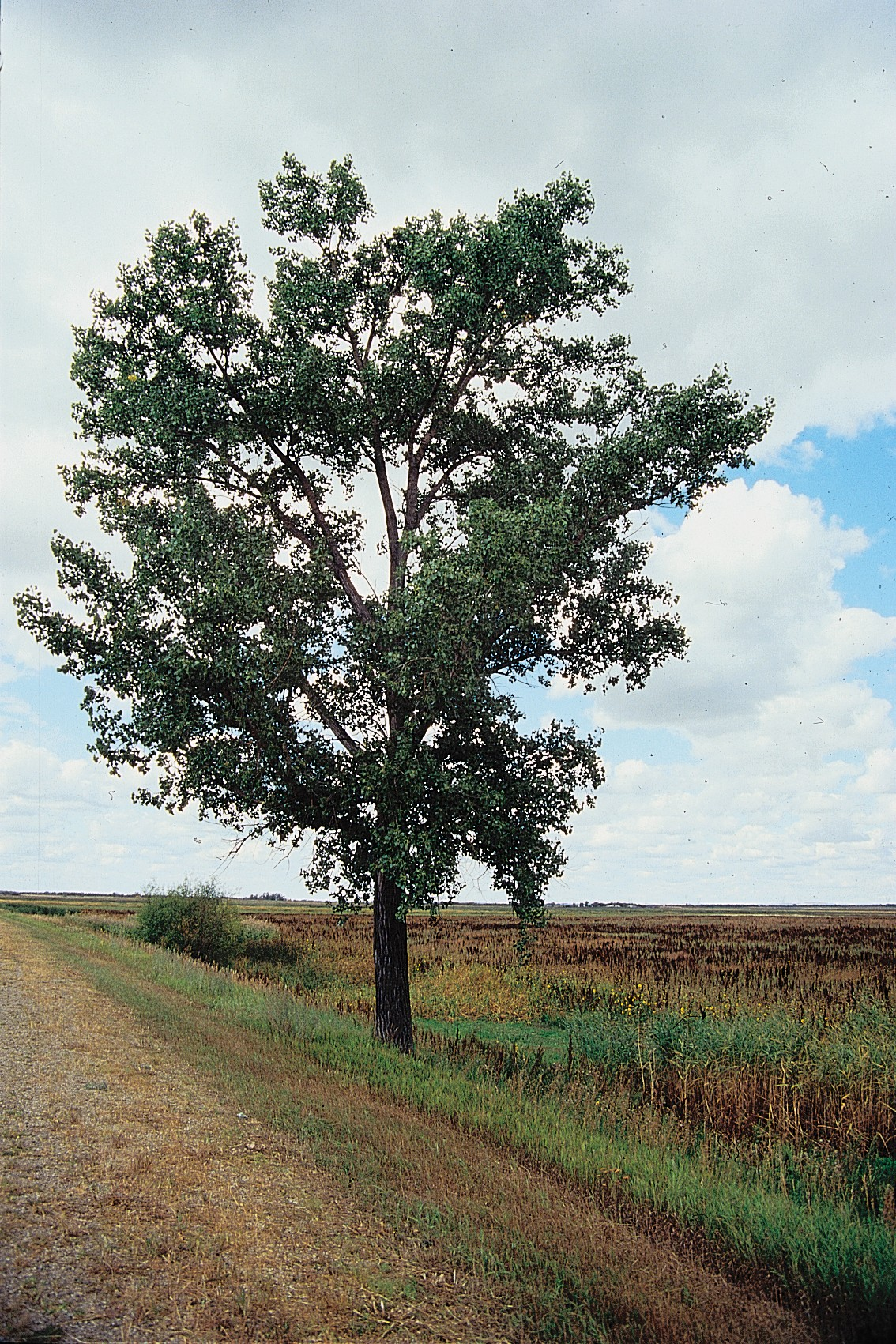
Amerikaanse populier

Soorten uit deze sectie komen voor in gematigde gebieden in Europa, Noord-Amerika en Azië.
- P. nigra – Zwarte populier (Hier geplaatst op grond van kern-DNA; chloroplast-DNA zou het in de sectie Populus plaatsen)
- P. afghanica
- P. deltoides – Amerikaanse populier
- P. fremontii

### Sectie Balsempopulieren (Tacamahaca)

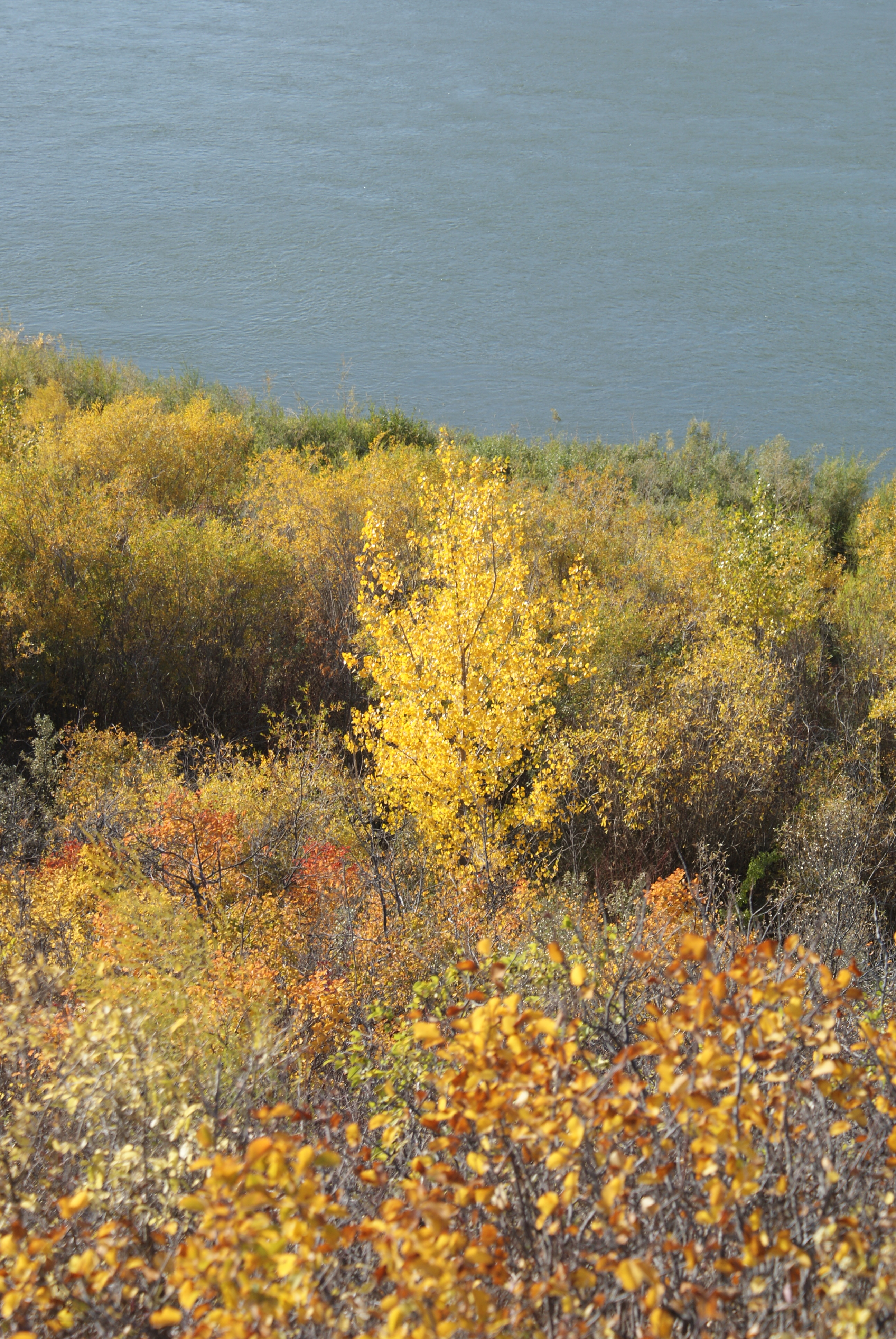
Ontariopopulier

Soorten uit deze sectie komen voor in koele en gematigde gebieden van Noord-Amerika en Azië.
- P. angustifolia – Smalbladige populier
- P. balsamifera - Ontariopopulier
- P. cathayana
- P. koreana
- P. laurifolia – Laurierpopulier
- P. maximowiczii – Koreaanse balsempopulier
- P. simonii – Chinese balsempopulier
- P. suaveolens
- P. szechuanica (Hier geplaatst op grond van kern-DNA; chloroplast-DNA zou het in de sectie Aigeiros plaatsen).
- P. trichocarpa – Zwarte balsempopulier
- P. tristis (Hier geplaatst op grond van kern-DNA; chloroplast-DNA zou het in de sectie Aigeiros plaatsen).
- P. yunnanensis

### Sectie grootbladige populieren (Leucoides)
Soorten uit deze sectie komen voor in warme en gematigde gebieden van oostelijk Noord-Amerika en Oost-Azië.
- P. heterophylla – Hartbladige populier
- P. lasiocarpa – Ruwe populier
- P. wilsonii – Wilsonpopulier

### SectieTuranga

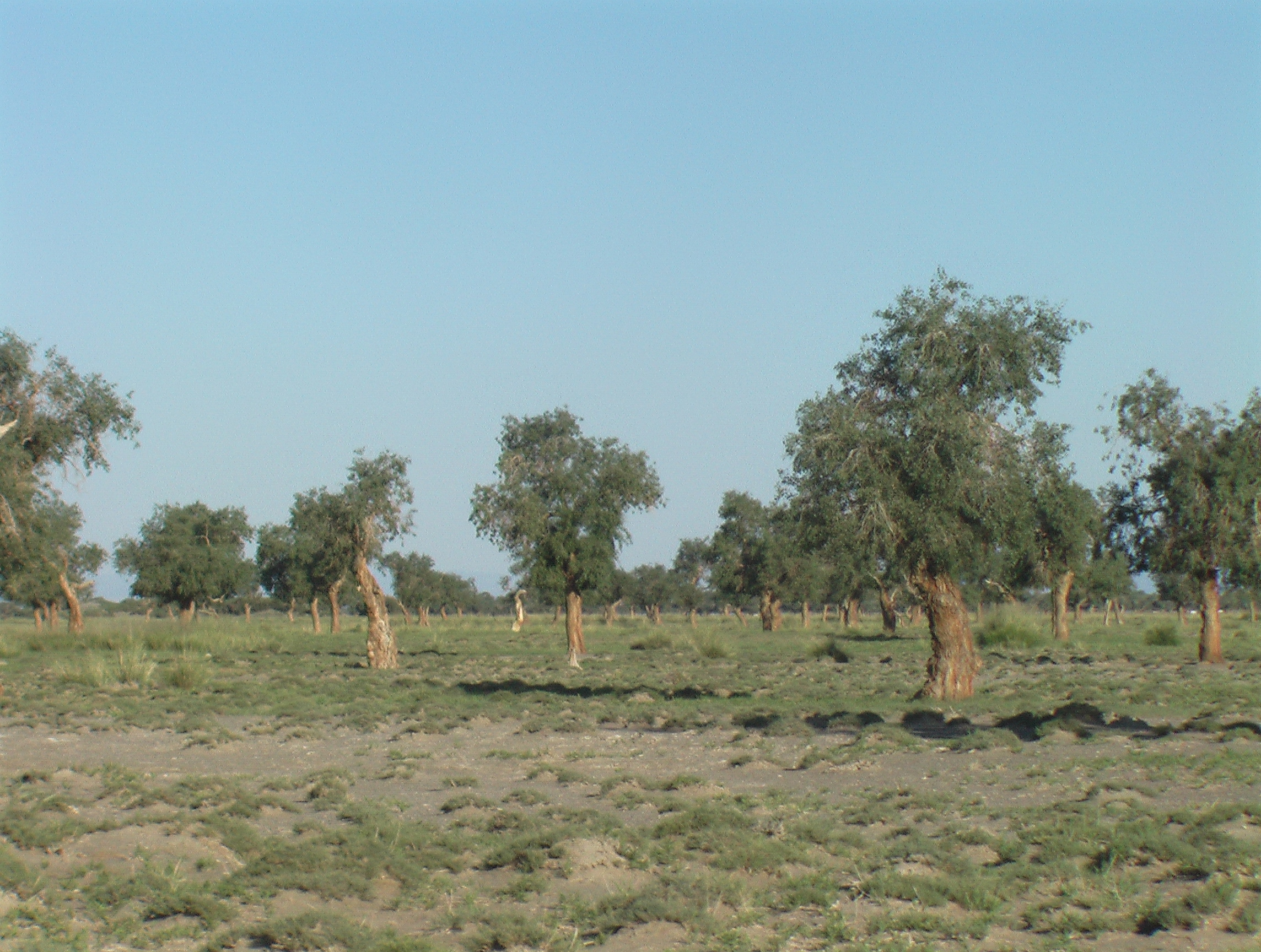
P. euphratica

Soorten uit deze sectie komen voor in subtropische tot tropische gebieden in Zuidwest-Azië en Oost-Afrika.
- P. euphratica
- P. ilicifolia

### SectieAbaso
Soorten uit deze sectie komen voor in tropisch en subtropisch Mexico.
- P. guzmanantlensis
- P. mexicana

### Overige soorten[7]
Niet voor alle, o.a. ook recent ontdekte soorten in China, is duidelijk tot welke sectie zij gerekend dienen te worden. De volgende soorten zijn nog niet ingedeeld:
- P. alaschanica Kom.
- P. ambigua G. Beck.
- P. amurensis Kom.
- P. baileyana Henry
- P. beijingensis W.Y. Hsu
- P. brandegeei Schneider
- P. caspica (Bornm.) Bornm
- P. cataracti Komarov
- P. charbinensis C. Wang & Skvortsov
- P. ciliata Wall. ex Royle
- P. fredroviensis Wroblewski
- P. gamblei Dode
- P. girinensis Skvortsov
- P. glauca Haines
- P. glaucicomans Dode
- P. gracilis Grossh.
- P. haoana Cheng & C. Wang
- P. hopeiensis Hu & Chow
- P. hsinganica C. Wang & Skvortsov
- P. hyrcana Grossh.
- P. intercurrens Goodrich & S.L.Welsh
- P. intramongolica T.Y. Sun & E.W. Ma
- P. jacquemontiana Dode
- P. kangdingensis C. Wang & S.L. Tung
- P. kashmirica A. Skvorts.
- P. keerqinensis T.Y. Sun
- P. krauseana Dode
- P. lancifolia N. Chao
- P. mainlingensis C. Wang & S.L. Tung
- P. manshurica Nakai
- P. minhoensis S.F.Yang & H.F.Wu
- P. moscoviensis Schroeder
- P. nakaii Skvortsov
- P. pamirica (C.-Y. Yang) Kom.
- P. petrowskiana Schroed. ex Dippel
- P. pilosa Rehder
- P. platyphylla T.Y. Sun
- P. pruinosa Schrenk
- P. przewalskii Maxim.
- P. pseudoglauca C. Wang & P.Y. Fu
- P. pseudomaximowiczii C. Wang & S.L. Tung
- P. pseudosimonii Kitag.
- P. pseudotomentosa C. Wang & Tung
- P. purdomii Rehder
- P. qamdoensis C. Wang & S.L. Tung
- P. rasumowskiana (Regel) Schroed. ex Dippel
- P. rogalinensis Wroblewski
- P. rotundifolia Griff.
- P. schneideri (Rehd.) N. Chao
- P. shanxiensis C. Wang & S.L. Tung
- P. simaroa J. Rzedowski
- P. steiniana Bornm.
- P. talassica Kom.
- P. tianschanica V. Tkatschenko.
- P. trinervis C. Wang & S.L. Tung
- P. violascens Dode
- P. wenxianica Z.C. Feng & J.L. Guo ex G.H. Zhu
- P. wettsteinii Janchen
- P. wuana C. Wang & S.L. Tung
- P. xiangchengensis Z. Wang & S.L. Tung
- P. xiaohei T.S. Hwang & Liang
- P. yatungensis (C. Wang & P.Y. Fu) C. Wang & S.L. Tung
- P. yuana Z. Wang & S.L. Tung

### Kruisingen[8]

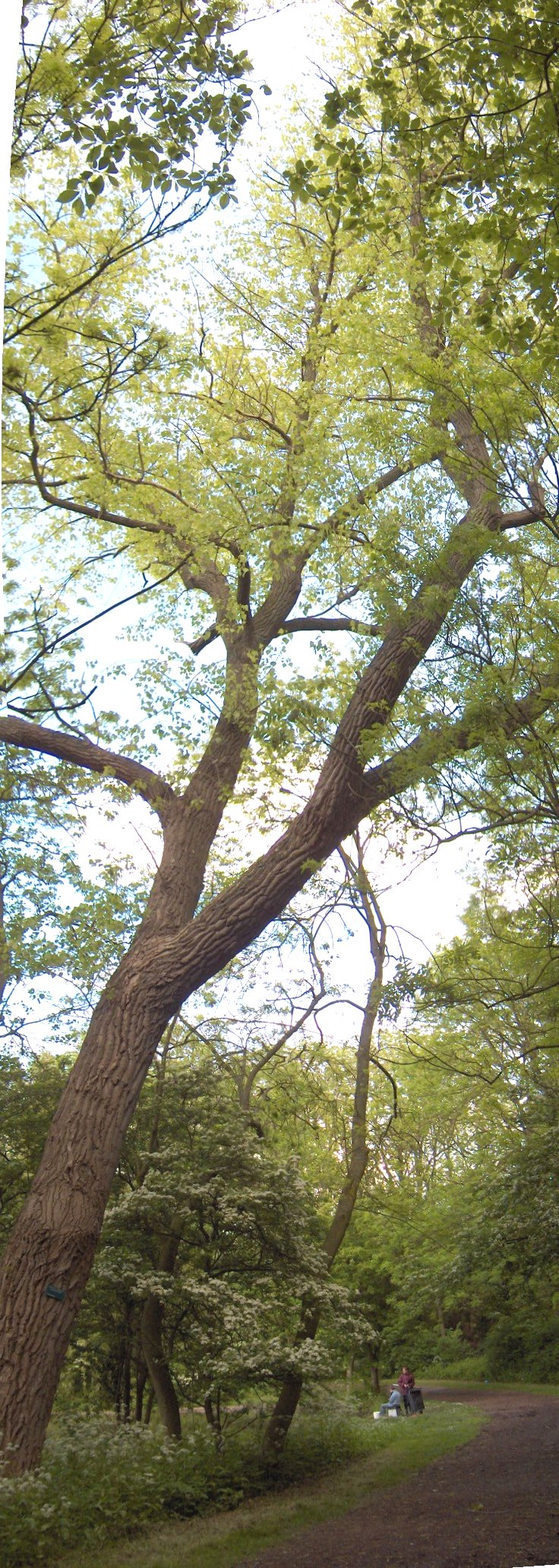
P. ×canadensis

- Balsemhybriden - zwarte balsempopulieren

Betreft kruisingen tussen populierensoorten uit de sectie Aigeiros (zwarte populieren) en de sectie Tacamahaca (balsempopulieren):
| Kruising                           | Balsemhybride                                      |
| ---------------------------------- | -------------------------------------------------- |
| P. deltoides × P. trichocarpa      | P. ×generosa (Henry), Varianten: 'Barn' en 'Donk'. |
| P. deltoides × P. suaveolens       | P. ×petrowskiana (R.I. Schröd. ex Regel)           |
| P. trichocarpa × P. deltoides      | Populus 'Beaupré' en Populus 'Boelare'             |
| P. laurifolia × P. nigra 'Italica' | P. ×berolinensis (Siberische balsempopulier)       |
| P. maximowiczii × P. ×berolinensis | Populus 'Geneva' en Populus 'Oxford'               |
| P. maximowiczii × P. nigra         | Populus 'Rochester'                                |
| P. maximowiczii × P. trichocarpa   | Populus 'Androscoggin'                             |
| P. angustifolia × P. deltoides     | P. ×acuminata (Rydb.)                              |
| P. angustifolia × P. fremontii     | P. ×hinckleyana (Correll)                          |
| P. angustifolia × P. balsamifera   | P. ×brayshawii (B. Boivin)                         |
| P. balsamifera × P. deltoides      | P. ×jackii (Sarg.)                                 |
| P. balsamifera × P. trichocarpa    | P. ×hastata {Dode}                                 |
| P. fremontii × P. trichocarpa      | P. ×parryi (Sarg.)                                 |

- Overige kruisingen:

| Kruising                          | Hybride                         |
| --------------------------------- | ------------------------------- |
| P. alba × P. tremula              | P. ×canescens (grauwe abeel)    |
| P. alba × P. tremuloides          | P. ×heimburgeri (B. Boivin)     |
| P. alba × P. grandidentata        | P. ×rouleauiana (B. Boivin)     |
| P. alba × P. adenopoda            | P. ×tomentosa (Carrière)        |
| P. fremontii × P. nigra           | P. ×inopina (Eckenw.)           |
| P. nigra × P. deltoides           | P. ×canadensis (canadapopulier) |
| P. ×canadensis × P. balsamifera   | P. ×rollandii (Rouleau)         |
| P. grandidentata × P. tremuloides | P. ×smithii (B. Boivin)         |

### Kweekvormen
Bijna elke soort of kruising die commercieel wordt gekweekt kent een aantal rassen. In Nederland toegepaste rassen zijn:

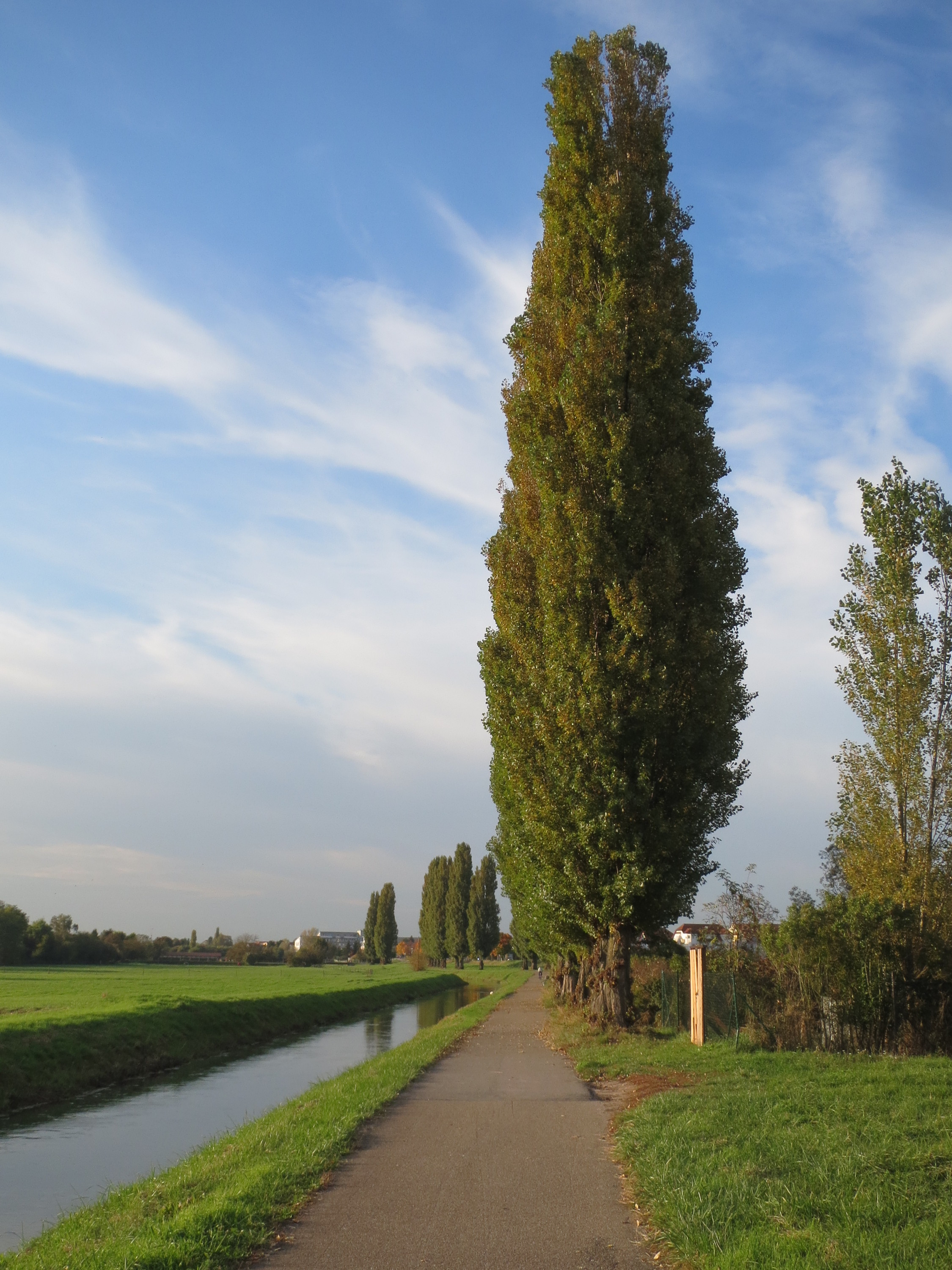
Italiaanse populier

- P. alba 'Raket'
- P. ×canescens 'De Moffart'
- P. ×canescens 'Witte van Haemstede'
- P. ×canescens 'Limbricht'
- Populus 'Androscoggin'
- P. ×generosa 'Barn'
- P. ×generosa 'Donk'
- P. ×canadensis 'Dorskamp'
- P.  ×canadensis 'Flevo'
- Populus 'Florence Biondi'
- Populus 'Fritsii Pauley'
- P. ×canadensis 'Marilandica'
- P. nigra 'Italica'
- P. nigra 'Vereecken'
- P. nigra 'Woltersen'
- Populus 'Oxford'
- P. ×canadensis 'Robusta'
- Populus 'Robusta Zeeland'
- Populus 'Rochester'
- P. ×canadensis 'Spijk'
- P. simonii 'fastigiata'

## Mythe
De geliefde broeder van de Heliaden, Phaëton, was enorm gekweld door het feit dat iedereen dacht dat zijn echte vader Merops was, een sterveling. Hij wou en zou zijn vrienden, waaronder enkele met goddelijk bloed, tonen dat hij de zoon van Apollo, de almachtige Zonnegod, was. Getroffen door overmoed, vroeg hij de Zonnewagen aan zijn vader, die hem gezworen had alles te geven. Gevangen door zijn belofte moest Apollo tot grote spijt de Zonnewagen overhandigen. Hij waarschuwde zijn zoon nog dat het heel gevaarlijk was, maar de jongen was vastbesloten. Vol enthousiasme klom hij op de Zonnewagen en begon hij aan de rit. Helaas was hij niet sterk genoeg. De Zonnewagen richtte daardoor enorme schade aan de wereld. De goden riepen Zeus om hulp om te vermijden dat de aarde nog meer verwoest werd. De oppergod zag geen andere optie dan de overmoedige jongen met zijn bliksemschicht te raken en te doen stoppen. Toen Phaëton door Zeus werd neergehaald, treurden de zusters bij zijn lijk, dat in de rivier Eridanos was gevallen. Hun tranen veranderden in barnsteen en zijzelf werden populieren.